# Manuel Solé
Manuel "Manolo" Grau Solé, más conocido como Manuel Solé (Benisanet, Tarragona;  26 de diciembre de 1872 - Barcelona; 7 de mayo de 1934), fue un pionero del deporte español. Regentó el Gimnasio Solé, donde se fundó el Fútbol Club Barcelona, del que fue jugador y directivo.

## Biografía
Nacido en Benisanet, en la Ribera de Ebro, a los 23 años se trasladó a Barcelona bajo la tutela de su tío, Francisco Solé, quien regentaba un importante gimnasio en la calle Montjuïc del Carme. En este ambiente, se convirtió en uno de los pioneros en la práctica deportiva en la ciudad condal, ejerciendo como profesor de gimnasia y destacando como tirador de esgrima, disciplina en la que ganó varios torneos.
Amigo de Hans Gamper, en 1899 vivió de cerca la fundación del Fútbol Club Barcelona, que tuvo lugar en el propio gimnasio familiar. Fue uno de los primeros socios del club barcelonista y disputó al menos un partido, en 1900, actuando de defensa. Fue también vicesecretario de la junta directiva presidida por Walter Wild entre octubre y diciembre de 1900. Posteriormente, durante la presidencia de Otto Gmelin (1909-1910), ejerció de vocal primero.
Fue también amigo de Bernat Picornell, con quien fundó el Club Natació Barcelona, pionero en la práctica de la natación y del waterpolo en España, que fue constituido en el Gimnasio Solé en 1907. Fue vicepresidente del club e impulsó el primer Campeonato de España de natación. Fue también el creador y presidente del Solé Pedestre Club, en 1909.
En 1910 relevó a su tío como director y propietario del Gimnasio Solé. En 1914 cerró el antiguo local para abrir uno nuevo a escasos metros, en la calle Pintor Fortuny, 2, bajo el nombre Centro de Cultura Física Solé.